# Frobisher's Farthest
Frobisher's Farthest – niezamieszkana wyspa w Zatoce Frobishera, w Archipelagu Arktycznym, w regionie Qikiqtaaluk, na terytorium Nunavut, w Kanadzie. W pobliżu Frobisher's Farthest położone są wyspy: Algerine Island, Alligator Island, Brigus Island, Camp Island, Crimmins Island, Culbertson Island, Gay Island, Jenvey Island, Kudlago Island, Kungo Island, Low Island, Luella Island, Mark Island, McAllister Island, McBride Island, Metela Island, Mitchell Island, Pan Island, Peak Island, Pichit Island, Pink Lady Island, Precipice Island, Ptarmigan Island, Smith Island i Sybil Island.